# Astyanax
Astyanax  es un género zoológico de peces de agua dulce en la familia de los Characidae en el orden de los Characiformes. A estos peces se los conoce por mojarras.

## Taxonomía
Con más de 140 especies, este género es el más rico en especies de todo el orden. Este género fue definido en 1917 por Carl H. Eigenmann.  Pero falta mucha información de análisis filogenético en este género.
La especie tipo es A. mexicanus,. El  nombre genérico proviene de Astianacte, un personaje de la mitología griega que estuvo involucrado en la guerra de Troya.

## Características
El Astyanax mexicanus, es un famoso miembro de este género. A. jordani, fue formalmente  considerado para formar su propio género, Anoptichthys.

## Especies
Actualmente hay 137 especies reconocidas en este género:
- Astyanax abramis (Jenyns, 1842)[12]
- Astyanax aeneus (Günther, 1860)[13]
- Astyanax ajuricaba (Marinho & F. C. T. Lima, 2009)
- Astyanax alburnum (R. F. Hensel, 1870)
- Astyanax altior (C. L. Hubbs, 1936)[14]
- Astyanax angustifrons (Regan, 1908)[15]
- Astyanax anterior (C. H. Eigenmann, 1908)[16]
- Astyanax aramburui (Protogino, Miquelarena & H. L. López, 2006)[17]
- Astyanax argyrimarginatus (Garutti, 1999)[18]
- Astyanax atratoensis (C. H. Eigenmann, 1907)[19]
- Astyanax aurocaudatus (C. H. Eigenmann, 1913)
- Astyanax bimaculatus (Linnaeus, 1758)[20]
- Astyanax biotae (R. M. C. Castro & Vari, 2004)[21]
- Astyanax bourgeti (C. H. Eigenmann, 1908)[16]
- Astyanax brachypterygium (Bertaco & L. R. Malabarba, 2001)[22]
- Astyanax brevirhinus (C. H. Eigenmann, 1908)
- Astyanax burgerai (Zanata & Camelier, 2009)
- Astyanax caucanus (Steindachner, 1879)[23]
- Astyanax chaparae (Fowler, 1943)
- Astyanax clavitaeniatus (Garutti, 2003)
- Astyanax cocibolca (W. A. Bussing, 2008)
- Astyanax cordovae (Günther, 1880)[24]
- Astyanax courensis Bertaco, F. R. de Carvalho & Jerep, 2010
- Astyanax cremnobates (Bertaco & L. R. Malabarba, 2001)[25]
- Astyanax daguae (C. H. Eigenmann, 1913)
- Astyanax depressirostris (A. Miranda-Ribeiro, 1908)[26]
- Astyanax dissimilis Garavello & F. A. A. Sampaio, 2010[27]
- Astyanax dnophos (F. C. T. Lima & Zuanon, 2004)
- Astyanax dolinae Graça, Oliveira, de Lima, da Silva & Fernandes, 2017[28]
- Astyanax douradilho Bertaco, 2014[29]
- Astyanax elachylepis (Bertaco & Lucinda, 2005)
- Astyanax epiagos (Zanata & Camelier, 2008)
- Astyanax fasslii (Steindachner, 1915)
- Astyanax festae (Boulenger, 1898)
- Astyanax filiferus (C. H. Eigenmann, 1913)
- Astyanax gisleni (Dahl, 1943)[30]
- Astyanax giton (C. H. Eigenmann, 1908)
- Astyanax goyacensis (C. H. Eigenmann, 1908)[16]
- Astyanax goyanensis (P. Miranda-Ribeiro, 1944)
- Astyanax gracilior (C. H. Eigenmann, 1908)
- Astyanax hastatus (G. S. Myers, 1928)
- Astyanax henseli (F. A. G. de Melo & Buckup, 2006)
- Astyanax integer (G. S. Myers, 1930)[31]
- Astyanax intermedius (C. H. Eigenmann, 1908)
- Astyanax jacobinae (Zanata & Camelier, 2008)
- Astyanax janeiroensis (C. H. Eigenmann, 1908)
- Astyanax jenynsii (Steindachner, 1877)
- Astyanax jordanensis (Vera Alcaraz, Pavanelli & Bertaco, 2009)
- Astyanax jordani (C. L. Hubbss & Innes, 1936)[32]
- Astyanax kennedyi (Géry, 1964)
- Astyanax kompi (Hildebrand, 1938)[33]
- Astyanax kullanderi (W. J. E. M. Costa, 1995)[34]
- Astyanax lacustris (Lütken, 1875)
- Astyanax laticeps (Cope, 1894)[35]
- Astyanax leopoldi (Géry, Planquette & Le Bail, 1988)[36]
- Astyanax lineatus (Perugia, 1891)[37]
- Astyanax longior (Cope, 1878)[38]
- Astyanax maculisquamis (Garutti & Britski, 1997)
- Astyanax magdalenae C. H. Eigenmann & Henn, 1916)
- Astyanax maximus (Steindachner, 1877)[39]
- Astyanax megaspilura (Fowler, 1944)[40]
- Astyanax mexicanus (De Filippi, 1853)[41]
- Astyanax microlepis (C. H. Eigenmann, 1913)[42]
- Astyanax microschemos (Bertaco & C. A. S. de Lucena, 2006)
- Astyanax minor (Garavello & F. A. A. Sampaio, 2010)[27]
- Astyanax mutator (C. H. Eigenmann, 1909)[43]
- Astyanax myersi (Fernández-Yépez, 1950)[44]
- Astyanax nasutus (Meek, 1907)[45]
- Astyanax nicaraguensis (C. H. Eigenmann & Ogle, 1907)[46]
- Astyanax obscurus (R. F. Hensel, 1870)[47]
- Astyanax orbignyanus (Valenciennes, 1850)
- Astyanax orthodus (C. H. Eigenmann, 1907)[19]
- Astyanax paraguayensis (Fowler, 1918)[48]
- Astyanax pedri (C. H. Eigenmann, 1908)
- Astyanax pelecus (Bertaco & C. A. S. de Lucena, 2006[49]
- Astyanax pirapuan (Tagliacollo, Britzke, G. S. C. Silva & Benine, 2011)[50]
- Astyanax poetzschkei (C. G. E. Ahl, 1932)[51]
- Astyanax ribeirae (C. H. Eigenmann, 1911)[52]
- Astyanax robustus (Meek, 1912)[53]
- Astyanax ruberrimus (C. H. Eigenmann, 1913)[54]
- Astyanax rupununi (Fowler, 1914)
- Astyanax saltor (Travassos, 1960)[55]
- Astyanax scabripinnis (Jenyns, 1842)[12]
- Astyanax scintillans (G. S. Myers, 1928)[56]
- Astyanax serratus Garavello & F. A. A. Sampaio, 2010[27]
- Astyanax siapae (Garutti, 2003)[57]
- Astyanax stilbe (Cope, 1870[58]
- Astyanax superbus (G. S. Myers, 1942)[59]
- Astyanax symmetricus (C. H. Eigenmann, 1908)[60]
- Astyanax taurorum  C. de Lucena, Zaluski y Z. de Lucena, 2017[61]
- Astyanax totae (Ferreira Haluch & Abilhoa, 2005)[62]
- Astyanax trierythropterus (Godoy, 1970)[63]
- Astyanax turmalinensis (Triques, Vono & Caiafa, 2003)[64]
- Astyanax unitaeniatus (Garutti, 1998)[65]
- Astyanax utiariti (Bertaco & Garutti, 2007)
- Astyanax validus (Géry, Planquette & Le Bail, 1991)[66]
- Astyanax varzeae (Abilhoa & Duboc, 2007)[67]
- Astyanax venezuelae (L. P. Schultz, 1944)[68]
- Astyanax vermilion (Zanata & Camelier, 2009)
- Astyanax villwocki (Zarske & Géry, 1999)[69]